# 汪繼璟
汪繼璟，字倬雲，號恬村，浙江秀水（今嘉興）人，清朝官員。
康熙四十七年（1708年）戊子科舉人，雍正四年（1726年）出任巡視台灣監察御史，同年改敘吏科給事中，不滿一年離台。